# Diapterobates oblongus
Diapterobates oblongus är en kvalsterart som först beskrevs av Ludwig Carl Christian Koch 1879.  Diapterobates oblongus ingår i släktet Diapterobates och familjen Humerobatidae. Inga underarter finns listade i Catalogue of Life.